# Сато Кілман
Сато Кілман (бісл. Sato Kilman) — політичний діяч Вануату. Представник Народної прогресивної партії.
Прем'єр-міністр Вануату з 2 грудня 2010 до 24 квітня 2011, з 13 травня до 16 червня та втретє з 26 червня 2011 до 23 березня 2013 року.
Уряд Сато Кілмана 2011 року визнав незалежність Абхазії.